# برايا ماري
برايا ماري وبالإيطالية: Italian: ‎[ˈpraːj(a) a mˈmaːre]‏ هي كومونا (بلدة) تابعة لمقاطعة كوزنسا في منطقة كالابريا بإيطاليا . وهو منتجع شاطئي على البحر التيراني .

## جغرافية
الشاطئ ذو الكيلومترين هو المقصد الرئيس للسياح. فهو رملي في الجانب الشمالي ولكنه يمتليء بالحصى بالإتجاه إلى الجنوب. وخلال أشهر الصيف، ينقسم الشاطئ إلى حوالي 50 ليدو (اقسام من الشاطئ حيث يمكن للاشخاص السباحة) ، على الرغم من وجود مناطق غير محمية من الشاطئ مفتوحة للعامة دون تكلفة بين الفينة والأخرى.
وفي الطرف الجنوبي من المدينة، حوالي 100 متر من الشاطئ يوجد نتوء صخري يسمى بـ جزيرة دينو الذي يضم عددًا من الكهوف البحرية الكبيرة، والتي يمكن الوصول إليها على متن قوارب صغيرة وقوارب تجديف. وفي أقصى الطرف الجنوبي من الشاطئ، يوجد برج يعود للقرون الوسطى، شيدته القوات البيزنطية لحراسة الساحل، على نتوء من الصخور البركانية مع إطلالة مدهشة على البحر المقارب لـ برايا ماري.
يقع مجمع كهوف كبير آخر على ارتفاع 50 مترًا فوق سفوح الجبل الذي يرتفع ارتفاعاً شاهقاً فوق المدينة، وقد تم نحته أيضًا بواسطة حركة الأمواج منذ ملايين السنين، وتقبع داخله كنيسة مبنية بالكامل وهي مادونا ديلا غروتا ومعبداً في الهواء الطلق. كل من الكنيسة والمعبد لا تزال نشطة اليوم. وتضم المعالم السياحية الأخرى نهر روكا (القرن الرابع عشر) ، الذي بناه النورمانديون ، وفورتينو من القرن السادس عشر ("القلعة الصغيرة").
بالقرب من المعبد، يوجد موقع للتنقيبات الأثرية: وعُثر من ضمن الاكتشافات على عظام سمكة قرش تعود لما قبل التاريخ.